# Monumento a Barclay de Tolly

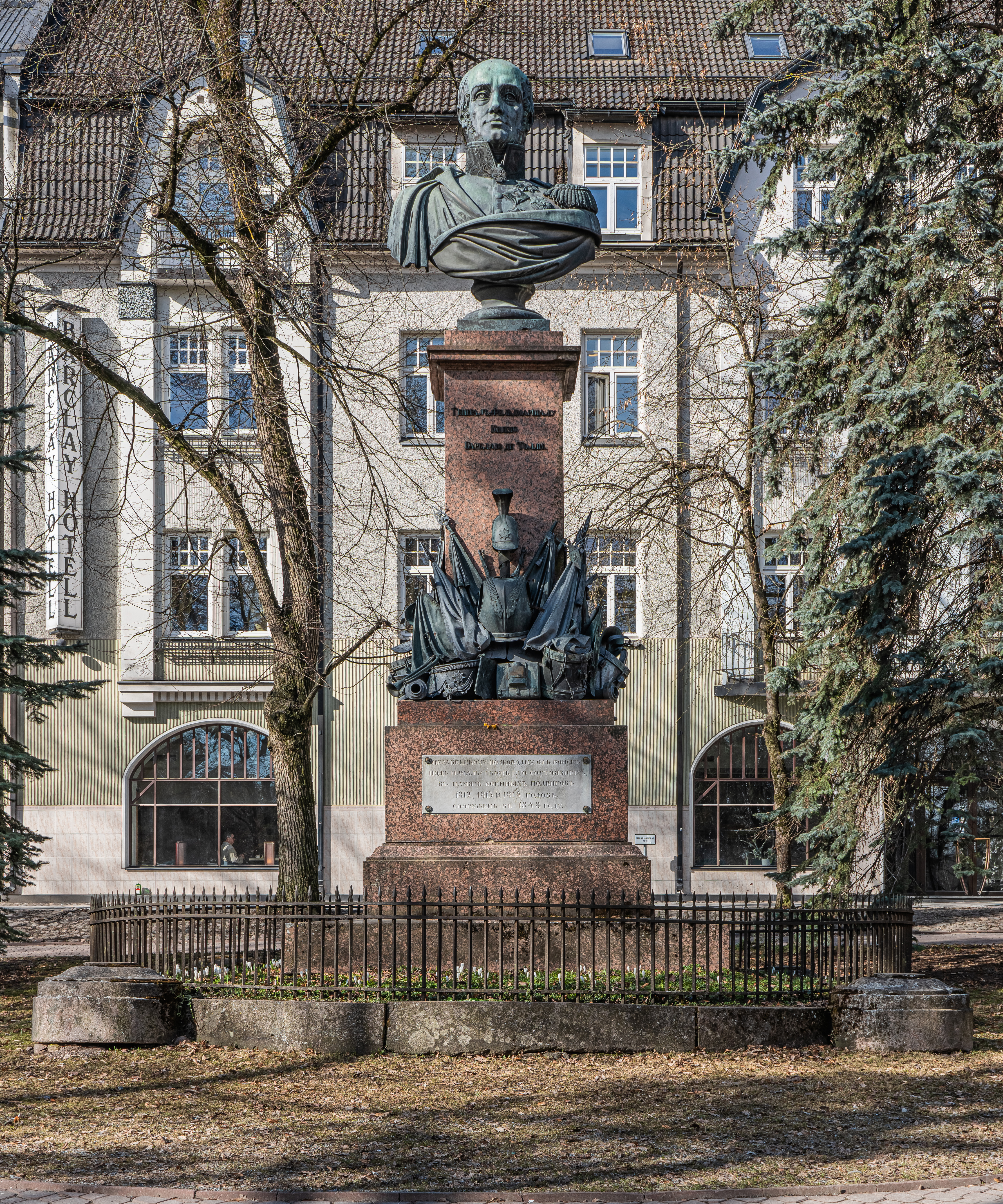
Monumento Barclay de Tolly

O Monumento a Barclay de Tolly (em estoniano:  Barclay de Tolly monument) é um monumento em Tartu, na Estónia. O monumento foi erguido em homenagem ao marechal de campo germano-báltico Michael Andreas Barclay de Tolly. O monumento está listado como monumento do património cultural da Estónia.
O monumento foi projectado por I. Demut – Malinovski e A. Stsedrin. O monumento foi inaugurado em 1849.